# 西雅圖風暴

風暴舊球隊識別（2000–2015）

西雅圖風暴（英文：Seattle Storm）是一支位於美國華盛頓州西雅圖的WNBA（國家女子籃球聯盟）籃球隊，處於WNBA西部聯盟，成立於2000年。
直到2008年2月28日被賣給Force 10 Hoops L.L.C.前，風暴和NBA的西雅圖超音速是兄妹隊。

## 球衣
主場球衣以白色為底色，搭配綠色及黃色線條，胸前印有"Storm"的綠色字樣。客場球衣則以深綠色為底色，搭配黃色及金色線條，胸前印著"Seattle"的黃色字樣。另外第三球衣則以黑色為底色，胸前印著"Seattle"的白色字樣。

## 歷屆成績
| 賽季       | 勝  | 負  | 勝率 | 聯盟排名        | 季後賽成績 | 結果                                                                                                   |
| ---------- | --- | --- | ---- | --------------- | ---------- | --- |
| 西雅圖風暴 |     |     |      |                 |            | |
| 2000       | 6   | 26  | .188 | 西部聯盟第八    | 未晉級     | --- |
| 2001       | 10  | 22  | .313 | 西部聯盟第八    | 未晉級     | --- |
| 2002       | 17  | 15  | .531 | 西部聯盟第四    | 首輪出局   | 首輪季後賽以0勝2負敗給洛杉磯火花                                                                       |
| 2003       | 18  | 16  | .529 | 西部聯盟第五    | 未晉級     | --- |
| 2004       | 20  | 14  | .588 | 西部聯盟第二    | 冠軍       | 首輪季後賽以2勝0負擊敗明尼蘇達山貓 聯盟冠軍賽以2勝1負擊敗沙加緬度女皇 總冠軍賽以2勝1負擊敗康乃狄克太陽 |
| 2005       | 20  | 14  | .588 | 西部聯盟第二    | 首輪出局   | 首輪季後賽以1勝2負敗給休斯頓彗星                                                                       |
| 2006       | 18  | 16  | .529 | 西部聯盟第四    | 首輪出局   | 首輪季後賽以1勝2負敗給洛杉磯火花                                                                       |
| 2007       | 17  | 17  | .500 | 西部聯盟第四    | 首輪出局   | 首輪季後賽以0勝2負敗給鳳凰城水星                                                                       |
| 2008       | 22  | 12  | .647 | 西部聯盟第二    | 首輪出局   | 首輪季後賽以1勝2負敗給洛杉磯火花                                                                       |
| 2009       | 20  | 14  | .588 | 西部聯盟第二    | 首輪出局   | 首輪季後賽以1勝2負敗給洛杉磯火花                                                                       |
| 2010       | 28  | 6   | .824 | 西部聯盟第一    | 冠軍       | 首輪季後賽以2勝0負擊敗洛杉磯火花 聯盟冠軍賽以2勝0負擊敗鳳凰城水星 總冠軍賽以3勝0負擊敗亞特蘭大夢想     |
| 2011       | 21  | 13  | .618 | 西部聯盟第二    | 首輪出局   | 首輪季後賽以1勝2負敗給鳳凰城水星                                                                       |
| 2012       | 16  | 18  | .471 | 西部聯盟第四    | 首輪出局   | 首輪季後賽以1勝2負敗給明尼蘇達山貓                                                                     |
| 2013       | 17  | 17  | .500 | 西部聯盟第四    | 首輪出局   | 首輪季後賽以0勝2負敗給明尼蘇達山貓                                                                     |
| 2014       | 12  | 22  | .323 | 西部聯盟第六    | 未晉級     | --- |
| 2015       | 10  | 24  | .294 | 西部聯盟第五    | 未晉級     | --- |
| 2016       | 16  | 18  | .471 | 西部聯盟第三    | 第一輪出局 | 第一輪季後賽以0勝1負敗給亞特蘭大夢想                                                                   |
| 2017       | 15  | 19  | .441 | 西部聯盟第五    | 第一輪出局 | 第一輪季後賽以0勝1負敗給鳳凰城水星                                                                     |
| 2018       | 26  | 8   | .765 | 西部聯盟第一    | 冠軍       | 準決賽以3勝2負擊敗鳳凰城水星 總冠軍賽以3勝0負擊敗華盛頓神秘                                            |
| 2019       | 18  | 16  | .529 | 西部聯盟第六    | 第二輪出局 | 第一輪季後賽以1勝0負擊敗明尼蘇達山貓 第二輪季後賽以0勝1負敗給洛杉磯火花                                |
| 2020       | 18  | 4   | .818 | 西部聯盟第二    | 冠軍       | 準決賽以3勝0負擊敗明尼蘇達山貓 總冠軍賽以3勝0負擊敗拉斯維加斯王牌                                      |
| 2021       | 21  | 11  | .656 | 西部聯盟第三    | 第二輪出局 | 第二輪季後賽以0勝1負敗給鳳凰城水星                                                                     |
| 總計       | 386 | 342 | .531 | 2次聯盟季賽第一 | 4次總冠軍  | 季後賽戰績32勝26負、勝率.551                                                                           |

更新時間：2022年2月19日

## 歷代知名球星
- 休·伯德（Sue Bird）（效力時期：2002年 - 至今）
- 劳伦·杰克逊（Lauren Jackson）（效力時期：2001年 - 2012年）
- 布里安娜·斯圖爾特（Breanna Stewart）（效力時期：2016年 - 至今）
- 貝蒂·倫諾克斯（Betty Lennox）（效力時期：2004年 - 2007年）
- 斯溫·卡什（Swin Cash）（效力時期：2008年 - 2011年）
- 蒂娜·湯普森（Tina Thompson）（效力時期：2012年 - 2013年）
- 渡嘉敷來夢（Ramu Tokashiki）（效力時期：2015年 - 2017年）
- 塔尼莎·賴特（Tanisha Wright）（效力時期：2005年 - 2014年）
- 朱厄尔·劳埃德（Jewell Loyd）（效力時期：2015年 - 至今）
- 娜塔莎·霍華德（Natasha Howard）（效力時期：2018年 - 2020年）
- 埃齐·马格贝戈（Ezi Magbegor）（效力時期：2020年 - 至今）
- 阿麗莎·克拉克（Alysha Clark）（效力時期：2012年 - 2020年）
- 喬丹·卡娜達（Jordin Canada）（效力時期：2018年 - 2021年）

## 退休號碼
- 15 劳伦·杰克逊（Lauren Jackson）（效力時期：2001年 - 2012年）

## 特殊記錄
- 風暴隊目前闖進4次總冠軍系列賽全部奪下，奪冠率百分百的戰績與休士頓彗星並列最好的成績，同時在總冠軍的賽事目前創下11連勝（持續中）及總冠軍賽11勝1負、勝率.917，都是目前WNBA冠軍賽的最佳紀錄。
- 風暴隊在2010年及2020年兩個賽季創下季後賽全勝的紀錄，除了成為繼休士頓彗星後第二支達成外（彗星隊於2000年賽季達成），也是WNBA史上首支兩度達成季後賽全勝紀錄的球隊。（2010年季後賽7戰全勝、2020年季後賽6戰全勝）

## 外部連結
- 球隊官方網站 （页面存档备份，存于）
- WNBA官方網站（页面存档备份，存于）